# Tuber macrosporum
Tuber macrosporum är en svampart som beskrevs av Vittad. 1831. Tuber macrosporum ingår i släktet Tuber och familjen Tuberaceae.   Inga underarter finns listade i Catalogue of Life.

## Bildgalleri

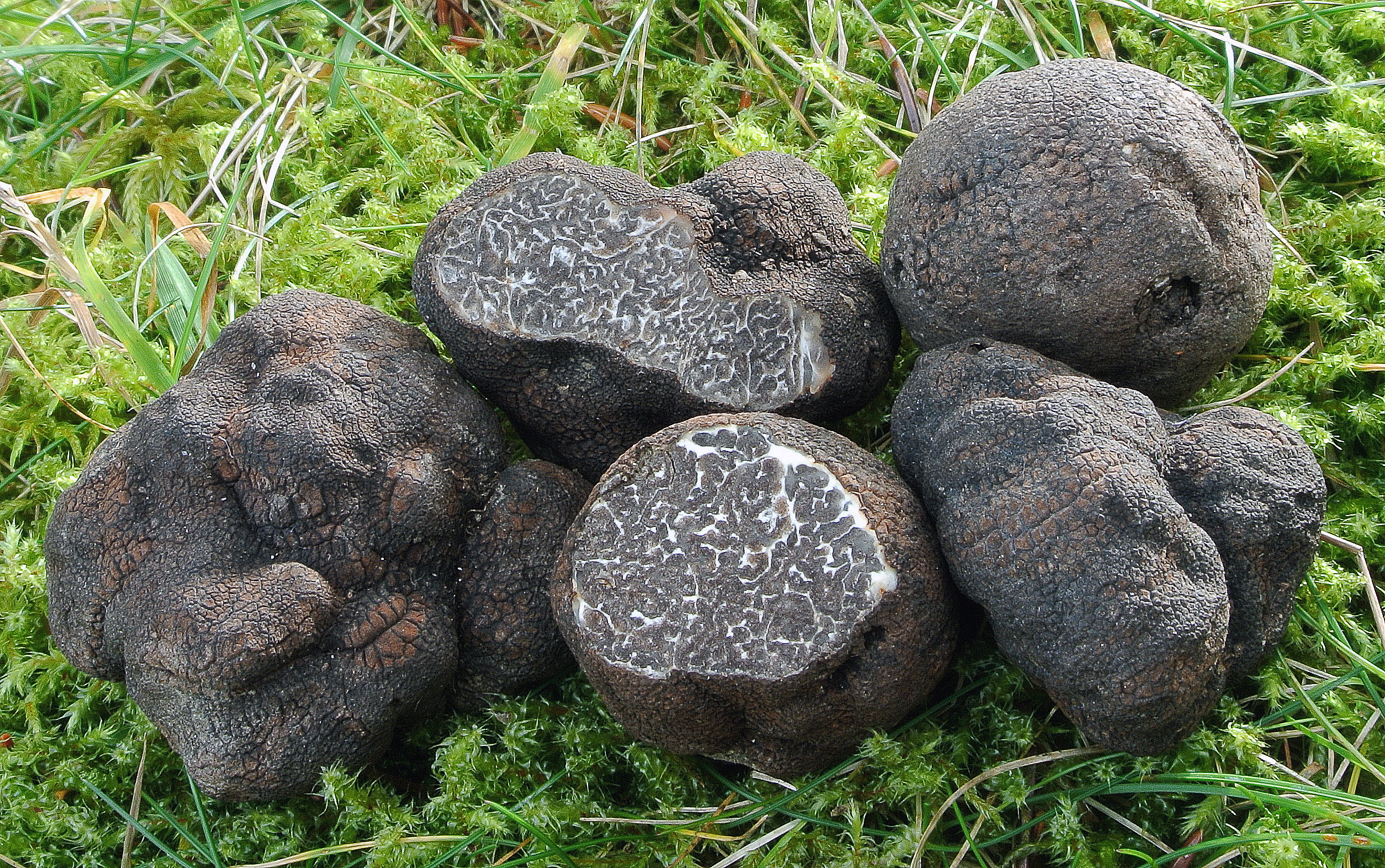